# Amblyomma
Amblyomma é um género de carrapato pertencente à família Ixodidae, da qual é o terceiro maior em número de espécies, com distribuição natural centrada na região intertropical. Algumas das espécies deste género são importantes vectores para zoonoses como a febre maculosa, a erliquiose e a anaplasmose.

## Descrição
A maior diversidade de espécies está no continente americano, onde ocorrem mais de metade do total das espécies do género. Nas Américas, a distribuição natural das espécies de Amblyomma estende-se para além da região intertropical, atingindo o paralelo 40º no Hemisfério Norte e o paralelo 50º no Hemisfério Sul, estando mesmo presente na zona alpina dos Andes.

## Espécies
O género Amblyomma inclui as seguintes espécies:
- Amblyomma albolimbatum Neumann, 1907
- Amblyomma albopictum Neumann 1899
- Amblyomma americanum Linnaeus, 1758 –
- Amblyomma antillorum Kohls 1969
- Amblyomma arcanum Karsch, 1879
- Amblyomma argentinae Neumann, 1905
- Amblyomma arianae
- Amblyomma astrion Dönitz, 1909
- Amblyomma aureolatum Pallas, 1772
- Amblyomma auricularium Conil, 1878
- Amblyomma australiense Neumann, 1905
- Amblyomma babirussae Schulze, 1933
- Amblyomma beaurepairei Vogelsang & Santos Dias 1953
- Amblyomma boulengeri Hirst & Hirst, 1910
- Amblyomma brasiliense Aragão, 1908
- Amblyomma breviscutatum Neumann, 1899
- Amblyomma cajennense Fabricius, 1787
- Amblyomma calabyi Roberts, 1963
- Amblyomma calcaratum Neumann, 1899
- Amblyomma chabaudi Rageau, 1964
- Amblyomma clypeolatum Neumann, 1899
- Amblyomma coelebs Neumann, 1899
- Amblyomma cohaerens Dönitz, 1909
- Amblyomma compressum Macalister, 1872
- Amblyomma cordiferum Neumann, 1899
- Amblyomma crassipes Neumann, 1901
- Amblyomma crassum Robinson, 1926
- Amblyomma crenatum Neumann 1899
- Amblyomma cruciferum Neumann, 1901
- Amblyomma darwini Hirst & Hirst, 1910
- Amblyomma dissimile Koch 1844
- Amblyomma dubitatum Neumann 1899
- Amblyomma eburneum Gerstäcker, 1873
- Amblyomma echidnae Roberts 1953
- Amblyomma elaphense Price, 1959
- Amblyomma exornatum Koch, 1844
- Amblyomma extraoculatum Neumann 1899
- Amblyomma falsomarmoreum Tonelli-Rondelli, 1935
- Amblyomma fimbriatum Koch, 1844
- Amblyomma flavomaculatum Lucas, 1846
- Amblyomma fulvum Neumann, 1899
- Amblyomma fuscolineatum Lucas, 1847
- Amblyomma fuscum Neumann, 1907
- Amblyomma geayi Neumann, 1899
- Amblyomma gemma Dönitz, 1909
- Amblyomma geochelone Durden, Keirans & Smith, 2002
- Amblyomma geoemydae Cantor, 1847
- Amblyomma gervaisi Lucas, 1847
- Amblyomma glauerti Keirans, King & Sharrad, 1994
- Amblyomma goeldii Neumann 1899
- Amblyomma hainanense Teng, 1981
- Amblyomma hebraeum Koch, 1844
- Amblyomma helvolum Koch, 1844
- Amblyomma hirtum Neumann, 1906
- Amblyomma humerale Koch, 1844
- Amblyomma imitator Kohls, 1958
- Amblyomma incisum Neumann, 1906
- Amblyomma inopinatum Santos Dias, 1989
- Amblyomma inornatum Banks, 1909
- Amblyomma integrum Karsch, 1879
- Amblyomma javanense Supino, 1897
- Amblyomma komodoense Oudemans, 1928
- Amblyomma kraneveldi Anastos, 1956
- Amblyomma laticaudae Warburton 1933
- Amblyomma latum Koch, 1844
- Amblyomma lepidum Dönitz, 1909
- Amblyomma limbatum Neumann, 1899
- Amblyomma loculosum Neumann, 1907
- Amblyomma longirostre Koch, 1844
- Amblyomma macfarlandi Keirans, Hoogstraal & Clifford, 1973
- Amblyomma macropi Roberts, 1953
- Amblyomma maculatum Koch, 1844
- Amblyomma marmoreum Koch, 1844
- Amblyomma moreliae Koch, 1867
- Amblyomma moyi Roberts, 1953
- Amblyomma multipunctum Neumann, 1899
- Amblyomma naponense Packard, 1869
- Amblyomma near testudinis Lane & Poinar, 1986
- Amblyomma neumanni Ribaga 1902
- Amblyomma nitidum Hirst & Hirst, 1910
- Amblyomma nodosum Neumann, 1899
- Amblyomma nuttalli Dönitz, 1909
- Amblyomma oblongoguttatum Koch, 1844
- Amblyomma orlovi Kolonin, 1992
- Amblyomma oudemansi Neumann, 1910
- Amblyomma ovale Koch, 1844
- Amblyomma pacae Aragão, 1911
- Amblyomma papuanum Hirst, 1914
- Amblyomma parkeri Fonseca & Aragao, 1952
- Amblyomma parvitarsum Neumann, 1901
- Amblyomma parvum Aragão, 1908
- Amblyomma pattoni Neumann, 1910
- Amblyomma paulopunctatum Neumann 1899
- Amblyomma pecarium Dunn, 1933
- Amblyomma personatum Neumann, 1901
- Amblyomma pictum Neumann, 1906
- Amblyomma pilosum Neumann, 1899
- Amblyomma pomposum Dönitz, 1909
- Amblyomma postoculatum Neumann, 1899
- Amblyomma pseudoconcolor Aragão, 1908
- Amblyomma pseudoparvum Guglielmone, Mangold & Keirans, 1990
- Amblyomma quadricavum Schulze, 1941
- Amblyomma rhinocerotis de Geer, 1778
- Amblyomma robinsoni Warburton 1927
- Amblyomma rotundatum Koch 1844
- Amblyomma sabanerae Stoll, 1890
- Amblyomma scalpturatum Neumann, 1906
- Amblyomma sculptum Berlese, 1888
- Amblyomma scutatum Neumann, 1899
- Amblyomma soembawense Anastos, 1956
- Amblyomma sparsum Neumann, 1899
- Amblyomma sphenodonti Dumbleton, 1943
- Amblyomma splendidum Giebel, 1877
- Amblyomma squamosum Kohls, 1953
- Amblyomma supinoi Neumann, 1905
- Amblyomma sylvaticum de Geer, 1778
- Amblyomma tapirellum Dunn, 1933
- Amblyomma testudinarium Koch, 1844
- Amblyomma tholloni Neumann, 1899
- Amblyomma tigrinum Koch 1844
- Amblyomma torrei Pérez Vigueras, 1934
- Amblyomma transversale Lucas, 1845
- Amblyomma triguttatum Koch 1844
- Amblyomma trimaculatum Lucas, 1878
- Amblyomma triste Koch 1844
- Amblyomma tuberculatum Marx, 1894
- Amblyomma usingeri Keirans, Hoogstraal & Clifford, 1973
- Amblyomma varanense Supino, 1897
- Amblyomma variegatum Fabricius 1794
- Amblyomma varium Koch, 1844
- Amblyomma vikirri Keirans, Bull & Duffield, 1996
- Amblyomma williamsi Banks, 1924